# باشگاه فوتبال هیامور ایبیس
باشگاه فوتبال هیامور ایبیس (به انگلیسی: Highmoor Ibis Football Club) یک باشگاه فوتبال در شهر ردینگ، انگلستان، کشور انگلستان است که در سال ۲۰۰۱ میلادی تأسیس شده‌است.